# Nationaal Museum voor Moderne Kunst
Het Nationaal Museum voor Moderne Kunst (EMST) (Grieks: Εθνικό Μουσείο Σύγχρονης Τέχνης ΕΜΣΤ, Ethnikó Mouseío Sýnchronis Téchnis EMST) te Athene is opgericht door  Anna Kafetsi in 2000. Het is een museum met een grondoppervlak van 1800 vierkante meter en is gevestigd in het gebouw van de vroegere bierbrouwerij  Fix. Op het moment wordt het gebouw gerenoveerd en is de permanente tentoonstelling tentoongesteld in het conservatorium van Athene. Er wordt naar gestreefd deze renovatie in 2013 af te ronden.
Er wordt in het museum kunst van zowel Griekse als uit andere landen afkomstige hedendaagse kunstenaars tentoongesteld. De collectie omvat schilderkunst, fotografie, video, nieuwe media en experimentele architectuur. Het museum omvat afdelingen die zich bezighouden met onderzoek, publicaties en  een onderwijsprogramma. Ook heeft het museum een uitgebreide bibliotheek.